# Mers intérieures de la côte ouest de l'Écosse

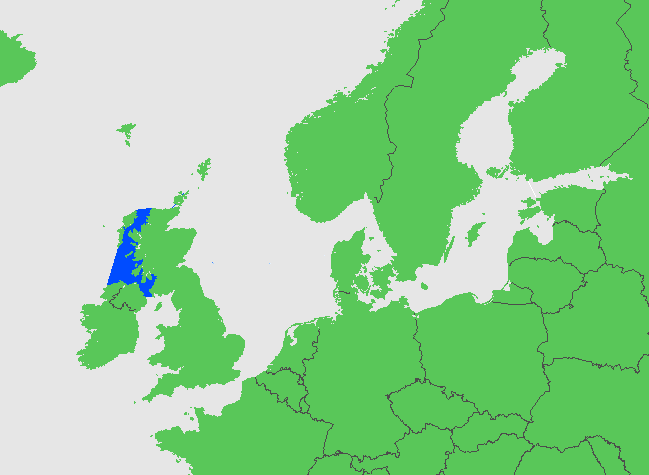
Carte de localisation des mers intérieures de la côte ouest de l'Écosse.

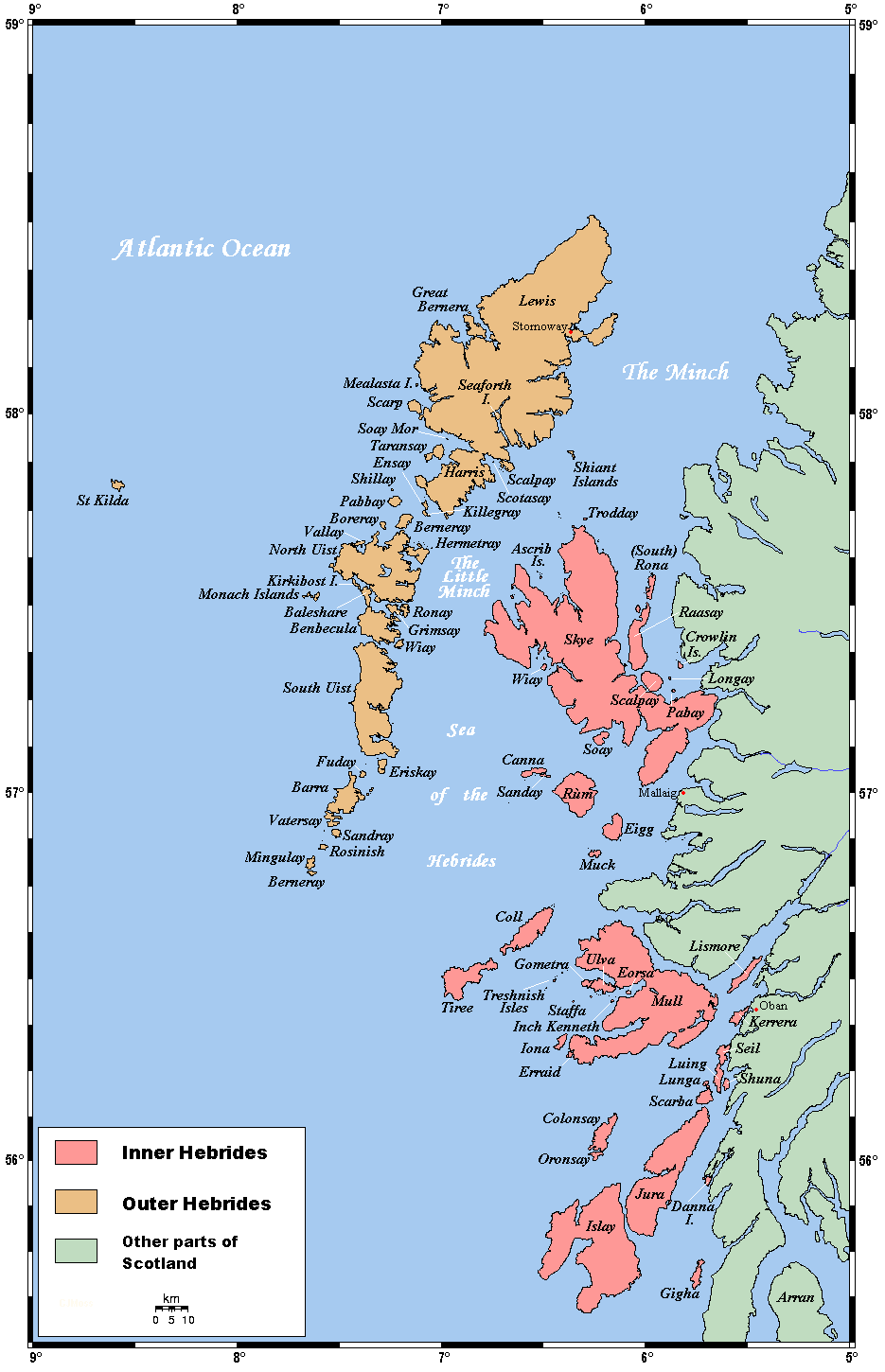
Carte des Hébrides extérieures et intérieures et des mers intérieures.

Les mers intérieures de la côte ouest de l’Écosse (en anglais Inner Seas off the West Coast of Scotland) sont une aire maritime d'environ 42 400 km2 (îles comprises) désignée ainsi par l’Organisation hydrographique internationale (OHI). Elle représente l’ensemble de l’espace maritime compris entre la terre ferme de l’Écosse, les Hébrides extérieures et la côte de l’Irlande septentrionale.
Cet espace maritime constitue une mer bordière de l'océan Atlantique. Il inclut le Minch et le Little Minch, le détroit de Harris, le détroit Intérieur, la mer des Hébrides, le Firth of Lorn, le détroit de Jura, le Firth of Clyde, le Belfast Lough et le canal du Nord.

## Localisation
L’Organisation hydrographique internationale définit les limites des mers intérieures de la côte ouest de l’Écosse de la façon suivante :
- Au nord et à l'ouest : une ligne partant de Bloody Foreland (55° 09′ 30″ N, 8° 16′ 57″ O) en Irlande jusqu’à la pointe ouest de l'île de Toraigh, puis à travers mer jusqu’à Barra Head, la pointe sud-ouest des Hébrides, de là à travers ces îles, de telle manière que les côtes ouest de ces îles appartiennent à l’océan Atlantique et que les eaux des détroits appartiennent aux mers Intérieures, jusqu’à North Point (île de Lewis) et de là au Cap Wrath (58° 37′ 34″ N, 4° 59′ 47″ O), en Écosse.
- Au sud : une ligne joignant l’extrémité sud de Mull of Galloway (54° 38′ 02″ N, 4° 51′ 21″ O) , en Écosse et Ballyquintin Point (54° 20′ 00″ N, 5° 29′ 48″ O) en Irlande du Nord.

## Source de la traduction
- (en) Cet article est partiellement ou en totalité issu de l’article de Wikipédia en anglais intitulé « Inner Seas off the West Coast of Scotland » (voir la liste des auteurs).